# 5404 Uemura
5404 Uemura è un asteroide della fascia principale. Scoperto nel 1991, presenta un'orbita caratterizzata da un semiasse maggiore pari a 2,2548146 UA e da un'eccentricità di 0,0659290, inclinata di 9,88887° rispetto all'eclittica.